# Anton Angel
Anton Wilhelm Angel i riksdagen kallad Angel i Halmstad, född 3 februari 1839 i Halmstad, Hallands län, död 5 januari 1909 i Halmstad, Hallands län var en svensk politiker.
Anton Angel satt i riksdagens andra kammare 1882–1884. Han satt även i Hallands läns landsting 1873–1877 och 1879–1908 samt var ledamot av Halmstads stadsfullmäktige. Han försörjde som handlande och var med att grunda flera företag, bland annat Halmstads nya verkstads AB. Han var ledamot i Halmstads sparbank och satt i centralstyrelsen för Hallands enskilda bank.